# プロ野球ai
プロ野球ai（プロやきゅうあい）は、株式会社ミライカナイが発行しているプロ野球専門誌（雑誌）である。1988年に日刊スポーツ出版社から創刊された。
2017年3月2日発売の4月号を以って休刊した。しかし2018年の4月号より、ミライカナイが譲渡を受けて復刊した。

## 概要
主に若手選手を中心に、インタビューや独自調査したランキングを掲載している。主な企画には「いま光っているヒーローたち」があり、1988年の創刊以続いている人気投票ランキングである。
第1回（1988年春季号）は「いま光っているアイドルたち」という企画名で、1位に選ばれたのは工藤公康だった（続く夏季号でも1位）。1990年1+2号から1991年11+12号まで緒方耕一が当時最長となる12号連続で首位に選ばれた。
1992年5+6月号に古田敦也が選ばれると東京ヤクルトスワローズ人気が高まり、高津臣吾が1994年5+6月号から1997年7月号、1997年11月号から1998年1月号まで22回に渡って首位を獲得した。1996年、97年のオフには本誌主催のクリスマスパーティが開かれた。因みに、高津の21回連続首位を阻止したのが当時西武ライオンズ入団4年目の松井稼頭央だった。
1999年1月号から読売ジャイアンツの二岡智宏が首位に躍り出た。二岡は同期入団の上原浩治と共に本誌の取材を受けることが多かった。しばらく巨人選手の人気が続いた後、2003年の日本シリーズで活躍した川﨑宗則が注目され、2004年3月号で初めて首位を獲得。2008年9月号で高卒ルーキーだった坂本勇人が2004年の二岡以来となる巨人選手として1位を獲得。
2012年9月号で堂林翔太が広島東洋カープの選手として初めて首位を獲得。現在までにオリックス・バファローズと東北楽天ゴールデンイーグルスの選手が首位に選ばれていない。